# Derbol
Derbol är ett kommunalt naturreservat i Örebro kommun, som ligger i anslutning till Hampetorp
Det inrättades 2010. Området omfattar 16,8 ha och ligger omedelbart öster om samhället vid Hjälmarens strand. Derbol är ett gammalt kulturlandskap lövskogen delvis tagit över, men där öppna ängar kvarstår. Genom området går flera stigar.
Derbol är ursprungligen namnet på en försvunnen gård inom naturreservatets område. 1790 köptes gården från Segersjö och lades under Brevens bruk för att använda platsen för sjötransporter över Hjälmaren. Efter Hjälmare kanals ombyggnad 1830 anlade bruket en lastageplats, malmtorg och ett skeppsvarv för byggande av ångbåtar och pråmar här. Faktorsbostaden uppfördes vid Sofielund och en skepparbostad vid Notboda. I samband med järnvägarnas anläggande kom lastageplatsen i Derbol ur bruk.